# Azerbajdzjan i olympiska vinterspelen 1998
Azerbajdzjan deltog i olympiska vinterspelen 1998 i Nagano, Japan. Azerbajdzjans trupp bestod av 4 idrottare varav två var män och två var kvinnor. Det var landets första deltagande i de olympiska vinterspelen. Azerbajdzjan deltog endast i konståkning.

## Resultat

### Konståkning
- Herrar
  - Igor Pashkevitch - 16
- Damer
  - Julia Vorobiova - 16
- Par
  - Inga Rodionova & Aleksandr Anichenko - 18